# Roy Hamilton (cantante)
Roy Hamilton (Leesburg, Georgia, 16 de abril de 1929-20 de julio de 1969) fue un cantante estadounidense. Combinando la técnica semiclásica con el sentimiento tradicional del gospel negro, aportó soul al canto del Great American Songbook.
El mayor éxito comercial de Hamilton se produjo entre 1954 y 1961, cuando fue el artista más prolífico de Epic Records. Sus dos grabaciones más influyentes, "I'll Never Walk Alone" y "Unchained Melody", se convirtieron en los primeros dos éxitos número uno de Epic cuando encabezaron la lista de R&B de Billboard en marzo de 1954 y mayo de 1955, respectivamente. Hamilton se convirtió en el primer artista en solitario en la historia del sello en tener un éxito pop entre los diez primeros en Estados Unidos cuando "Unchained Melody" alcanzó el puesto número 6 en mayo de 1955.

## Primeros años
Roy Hamilton nació en Leesburg, Georgia, donde comenzó a cantar en los coros de la iglesia a la edad de seis años. En el verano de 1943, cuando Hamilton tenía catorce años, la familia emigró al norte a Jersey City, Nueva Jersey, en busca de una vida mejor. Allí, cantó con el Coro de la Iglesia Bautista Central, el coro de la iglesia afroamericana más famoso de Nueva Jersey. En Lincoln High School, estudió arte comercial y fue lo suficientemente talentoso como para colocar sus pinturas en varias galerías de la ciudad de Nueva York.
En febrero de 1947, Hamilton, de diecisiete años, dio su primer gran paso hacia la música secular, ganando un concurso de talentos en el legendario Teatro Apollo. Pero nada salió de eso. "No pude tomarme un respiro", recordó Hamilton. "Realmente no tenía nada diferente que ofrecer. Estaban buscando cantantes de blues en ese momento, y yo no sabía nada de blues". Entonces, para mantenerse mientras desarrollaba el sonido y el estilo de canto diferente que quería, Hamilton trabajó como técnico en electrónica durante el día y como boxeador amateur de peso pesado por la noche, con un récord de seis victorias y una derrota.
En 1948, Hamilton se unió a Searchlight Gospel Singers y también estudió ópera ligera, trabajando con el entrenador de voz de Nueva Jersey J. Martin Rolls durante más de un año. Hamilton continuó tocando gospel con Searchlight Singers, en iglesias y en conciertos de gospel, hasta 1953 cuando el grupo se disolvió y cada miembro se fue en su propia dirección. Hamilton volvió a la música pop. Pero esta vez, sintió que finalmente tenía algo diferente que ofrecer.

## Carrera musical

### Su comienzo en Epic y un ascenso profesional (1953-1956)
A mediados de 1953, Bill Cook, quien se convirtió en su manager, descubrió a Hamilton cantando en un club nocturno de Newark, Nueva Jersey, The Caravan. Cook fue el primer disc jockey de radio y personalidad de televisión afroamericano en la costa este. Cook hizo una cinta de demostración del canto de Hamilton y la llamó la atención de Columbia Records. Columbia quedó lo suficientemente impresionada como para fichar a Hamilton con su subsidiaria de rhythm and blues, Okeh Records. El 11 de noviembre de 1953, Hamilton hizo sus primeras grabaciones para el sello en la ciudad de Nueva York. La sesión produjo "You'll Never Walk Alone" de Rodgers y Hammerstein del musical Carousel. La melodía, uno de los pocos números seculares que Hamilton conocía en ese momento, había sido su especialidad de interpretación en vivo desde 1947. Pero antes de su lanzamiento, Columbia lo pensó mejor y colocó a Hamilton con su sello subsidiario "pop" recién lanzado, Epic. A principios de la década de 1950, solo había dos cantantes negros que fueron ampliamente aceptados por el público blanco como estrellas del pop: Nat King Cole y Billy Eckstine. Epic vio ese mismo tipo de potencial de estrella "cruzada" en Hamilton, colocando un anuncio de casi toda la página en la edición del 23 de enero de 1954 de la revista Billboard que decía: "¡una gran voz nueva genera noticias con una gran canción! Roy Hamilton, You 'll Never Walk Alone ... "A pesar del pobre apoyo musical, la actuación de Hamilton en" Walk Alone "es sensacional y es la razón principal por la que encabezó la lista de Billboard R&B durante ocho semanas y se convirtió en un éxito nacional Top-30 en Estados Unidos. Su sencillo de seguimiento, "If I Loved You", fue otra canción de Rodgers y Hammerstein de Carousel. Aunque no fue un éxito tan grande para Hamilton como "Walk Alone", alcanzó el número cuatro en la lista estadounidense de R&B.
En la noche del 24 de julio de 1954, Hamilton apareció en el cartel de "Star Night", un paquete de conciertos en el Soldier Field de Chicago protagonizado por Perry Como, Nat King Cole y Sarah Vaughan. Como era el recién llegado al cartel, a Hamilton se le dio la menor cantidad de tiempo para actuar: seis minutos, para interpretar dos canciones. El plan de Hamilton era interpretar "You'll Never Walk Alone", la única canción por la que era conocido en ese momento, y su animado lado b. Pero Perry Como aplastó ese plan cuando anunció durante el ensayo de la tarde que "Walk Alone" iba a ser su tema de cierre esa noche. Hamilton, obligado a realizar un reemplazo de "Walk Alone" en el acto, se decidió por "Ebb Tide", una canción que había sido un éxito para Vic Damone unos meses antes, una canción que el propio Hamilton aún no había grabado. Esa noche, para su segundo y último número, Hamilton dio a conocer su versión con tintes evangélicos de "Ebb Tide" ante una audiencia de Soldier Field de 82.000 personas. Cuando terminó de cantar y salió del escenario, las 82,000 personas estaban de pie, aplaudiendo, pisando fuerte y cantando por más. Al cambiarse en su camerino, Hamilton tuvo que ser convocado de regreso al escenario para calmar a la multitud. Regresó al escenario para presenciar que incluso algunos de sus compañeros intérpretes —Nat Cole, Sarah Vaughan y el director de orquesta Ray Anthony— se habían unido a la ovación. El 28 de julio, cuatro días después de su triunfo en "Star Night", Epic Records tenía el récord de Hamilton, "Ebb Tide". Se convirtió en su tercer hit consecutivo.
El sábado por la noche, 11 de septiembre de 1954, Hamilton hizo su debut en la televisión nacional en el Stage Show de CBS, presentado por los líderes de grandes bandas y los hermanos Tommy y Jimmy Dorsey. Pero la aparición en televisión nacional que puso la carrera de Hamilton en la vía rápida hacia el éxito en el crossover fue la que hizo la noche del 6 de marzo de 1955 cuando cantó "You'll Never Walk Alone" en el programa de Ed Sullivan de CBS, el mejor calificado. Al revisar su interpretación, la revista Variety resumió la nueva forma de cantar el Great American Songbook de Hamilton escribiendo: "Hamilton hizo bien con su single, 'You'll Never Walk Alone', al que dotó con los valores de un espiritual".
Diez días después de la aparición de Sullivan Show, Epic, en un apresurado intento de cubrir la versión del cantante Al Hibbler de "Unchained Melody", organizó una sesión de grabación para Hamilton. El sencillo resultante se envió en cinco días. Dos meses después, en el número del 18 de mayo de 1955 de la revista Down Beat, Hamilton fue nombrado "Vocalista del año". Mientras tanto, en el número del 21 de mayo de 1955 de la revista Billboard, "Unchained Melody" con tintes gospel de Hamilton se había apoderado del primer lugar en la lista de R&B mientras que, en la lista de pop, había alcanzado el puesto número seis. Fue el segundo éxito número uno de R&B de su carrera, así como el primer y único éxito del pop estadounidense entre los diez primeros de su carrera.
Inmediatamente después de su éxito "Unchained Melody", Hamilton grabó los siguientes sencillos del Great American Songbook en sucesión: "Without a Song" de Vincent Youmans (pop estadounidense # 77), "Cuban Love Song" de Jimmy McHugh, "Everybody's" de Rodgers y Hammerstein Got a Home But Me "(# 42 pop estadounidense), del musical Pipe Dream, y" Somebody Somewhere "de Frank Loesser, del musical The Most Happy Fella.

### Retirada y regreso (1956-1962)
A mediados de 1956, Hamilton, que estaba desarrollando lo que se describió como una "enfermedad pulmonar" cercana a la tuberculosis, anunció su retiro del mundo del espectáculo. Cuando reanudó su carrera un año después, Hamilton ya no podía generar singles de éxito con estándares pop porque, de la noche a la mañana, el rock and roll se había convertido en la fuerza comercial predominante de la industria discográfica. Entonces, a fines de 1957, Epic convenció a Hamilton para que grabara "Don't Let Go", un rockero de R&B producido por Otis Blackwell, el hombre que había escrito los dos éxitos más importantes de la carrera de Elvis Presley: "Don't Be Cruel "y" All Shook Up ". A principios de 1958, "Don't Let Go" se había convertido en el segundo éxito pop entre los 15 primeros en la carrera de Hamilton y el primer éxito entre los 40 mejores grabado en estéreo.
En 1959, Hamilton apareció, en un cameo, en la película filipina producida por People's Pictures "Hawaiian Boy", donde canta "Unchained Melody".
El último disco exitoso de Hamilton, "You Can Have Her" (# 6 R&B, No. 12 pop), llegó en 1961, y fue seguido por el álbum Mr. Rock And Soul (1962). El sello Epic trató a Hamilton como una estrella importante y publicó dieciséis álbumes de él.

### Años posteriores (1963-1969)
A mediados de la década de 1960, la carrera de Hamilton decayó mientras grababa con MGM y luego con RCA.
En enero de 1969, en Memphis, Tennessee, Hamilton hizo las últimas grabaciones de su carrera. Las pistas se grabaron en el American Sound Studio del productor de discos Chips Moman, al mismo tiempo que Elvis Presley grababa allí. Las canciones lanzadas de esas sesiones de Hamilton eran versiones de "The Dark End of the Street" de James Carr, "It's Only Make Believe" de Conway Twitty y "Angelica", una canción de Barry Mann y Cynthia Weil que se había enviado a Presley, pero que luego entregó a Hamilton.

## Muerte
A principios de julio de 1969, Hamilton sufrió una hemorragia cerebral masiva en su casa de New Rochelle, Nueva York. Lo llevaron al Hospital General de New Rochelle, donde permaneció en coma durante más de una semana. El 20 de julio de 1969, fue retirado del soporte vital y murió. Hamilton tenía 40 años.
En el momento de su muerte, Hamilton estaba muy endeudado, lo que lo obligó, una semana antes de morir, a pedir prestado una gran cantidad de su póliza de seguro para pagar los impuestos atrasados. Esto llevó a su viuda, Myrna, a buscar públicamente fondos para su entierro. En los servicios funerarios de Hamilton, se leyeron los mensajes de condolencia enviados por Elvis Presley, la leyenda del gospel Mahalia Jackson y la leyenda del blues B.B. King.

## Legado
Hamilton fue incluido en el Salón de la Fama de la Música de Georgia en 2010.
Hamilton fue la primera estrella de Epic Records, lo que le dio a la compañía su primer éxito número uno de cualquier tipo, "You'll Never Walk Alone", que encabezó la lista de R&B de Billboard durante ocho semanas en 1954. Un año después, le dio a la etiqueta su segundo éxito número uno de cualquier tipo cuando su versión de "Unchained Melody" encabezó la lista de R&B de Billboard durante tres semanas. Además, con "Unchained Melody", Hamilton se convirtió en el primer artista en solitario en ofrecer un éxito pop entre los diez primeros para Epic.
Hamilton fue el cantante que inspiró a Sam Cooke, entonces una estrella de la música gospel, a cambiar a la música secular. Hamilton también fue a quien Cooke envió por primera vez sus primeras composiciones de canciones pop.
El sonido distintivo de Hamilton fue una gran influencia en el canto de baladas de Elvis Presley. Como señaló el autor Fred L. Worth, "Elvis admiraba enormemente la habilidad y el estilo de canto de Hamilton e interpretó varias de sus baladas al estilo de Hamilton". Además, The Righteous Brothers emularon el estilo de Hamilton para crear su sonido soul de ojos azules. Esto es particularmente evidente en las versiones del dúo de sus éxitos "You'll Never Walk Alone", "Ebb Tide" y "Unchained Melody".
El disco "You'll Never Walk Alone" de Hamilton fue traído desde los Estados Unidos por un marinero amigo el líder de Gerry y los Pacemakers, Gerry Marsden. Como resultado, la banda grabó una versión británica de la canción que se convirtió en el himno del Liverpool Football Club, cantada por la multitud antes de cada partido en casa. El amigo marinero señaló que Marsden "pone inflexiones muy similares en la canción, tratando de que sea muy similar a la versión de Roy Hamilton".

## Filmografía
- 1958: Let's Rock, apareció como él mismo 1959: Hawaiian Boy, apareció como él mismo. Drama, Musical